# نيفوركوينازول
النيفوركوينازول (NF-1088) (Nifurquinazol) هو عامل مضاد للجراثيم من فئة نتروفوران. لم يتم تسويقها قط.

## التأليف الكيميائي

تخليق نيفوركوينازول:

تؤدي معالجة الأميد من حامض 5-نيتروفورويك مع أوكسي كلوريد الفوسفور إلى النتريل المقابل (2). يتم بعد ذلك تحويل هذا الوسيط إلى الإثير الإيميني (3) مع كلوريد الهيدروجين الإيثانولي. يمثل تكثيف حمض الأنثرانيليك مع الإيمينويثير في وجود ميثوكسيد الصوديوم طريقة أخرى لتحضير الكينازولونات. يمكن تصور التفاعل على أنه المضي قدمًا من خلال تكوين الأمدين من إضافة وإزالة حمض الأنثرانيليك ؛ ثم يوفر التدوير المنتج المرصود (4). يتم بعد ذلك تحويل وظيفة الأميد إلى إيمينكلوريد مع أوكسي كلوريد الفوسفور. يؤدي إزاحة الهالوجين الذي تم إدخاله حديثًا عن طريق ثنائي إيثانول أمين يوفر كلور نيفوركوينازول مع ثنائي إيثانول أمين إلى تكوين النيفوركوينازول (5)، وهو أحد مركبات النيتروفوران المضادة للبكتيريا.
1. ↑  NIFURQUINAZOL، QID:Q6120337
2. ↑  NIFURQUINAZOL (بالإنجليزية), QID:Q278487
3. 1 2  Dictionary of organic compounds. London: Chapman & Hall. 1996. ISBN:0-412-54090-8. مؤرشف من الأصل في 2021-12-22.
4. ↑  "نيفوركوينازول". stringfixer.com (بالإنجليزية). Archived from the original on 2021-12-22. Retrieved 2021-12-22.
5. ↑  "Syntheses with 5-Nitro-2-furonitrile". Journal of Medicinal Chemistry. ج. 8 ع. 1: 25–28. 1965. DOI:10.1021/jm00325a006.
6. ↑  "Nitrofuryl heterocycles. IV. 4-amino-2-(5-nitro-2-furyl)quinazoline derivatives". Journal of Medicinal Chemistry. ج. 9 ع. 3: 408–10. مايو 1966. DOI:10.1021/jm00321a034. PMID:5960915.
7. ↑  PubChem. "Nifurquinazol". pubchem.ncbi.nlm.nih.gov (بالإنجليزية). Archived from the original on 2021-12-22. Retrieved 2021-12-22.
8. ↑  "NCATS Inxight Drugs — NIFURQUINAZOL". drugs.ncats.io (بالإنجليزية). Archived from the original on 2021-12-22. Retrieved 2021-12-22.